# Jimmy Williams (giocatore di football americano 1960)
James Henry Williams (Washington, 15 novembre 1960) è un ex giocatore di football americano statunitense che ha militato nel ruolo di linebacker nella National Football League (NFL).

## Carriera
Al college Williams giocò a football a Nebraska. Pur avendo iniziato la carriera nel college football come walk-on, ossia come studente senza borsa di studio, finì con l'essere premiato come All-American. Fu scelto nel corso del primo giro (15º assoluto) del Draft NFL 1982 dai Detroit Lions. Nel 1985 ebbe un primato personale di 7,5 sack e nel 1989 uno di 5 intercetti. Nel 1990 passò ai Minnesota Vikings e chiuse la carriera giocando nei Tampa Bay Buccaneers nel 1992 e 1993.